# Itsa
Itsa (arab. أطسا) – miasto w Egipcie, w muhafazie Fajum. W 2006 roku liczyło 47 189 mieszkańców.